# Ghiacciaio del Trobio
Il ghiacciaio del Trobio (detto anche ghiacciaio del Gleno) è un ghiacciaio delle Alpi Orobie, uno dei pochi posti sul versante bergamasco della catena e il più grosso di quelli afferenti al bacino del Serio.

## Caratteristiche
È formato da tre apparati glaciali, situati sotto la cresta che unisce il Pizzo dei Tre Confini (2828 m) al Gleno (2882 m) e alla Cima Trobio (2865 m). Il più imponente, il ghiacciaio Occidentale, si estende da circa 2750 metri di altezza a 2550 m per un'estensione di circa 10 ettari, mentre un secondo (Vedretta Orientale) è posto tra i 2760 metri e i 2650 metri, un terzo apparato prende il nome di Trobio Centrale. Si trovano tutti nella omonima valle nel territorio di Valbondione.
La vedretta est e centrale sono classificate come glacionevato, cioè un ghiacciaio di piccole dimensioni che non presenta un moto verso valle dovuto al suo stesso peso, mentre la vedretta ovest è di tipo montano. È uno dei ghiacciai posti alla più bassa altitudine (considerando la testa del ghiacciaio) grazie alle notevoli precipitazioni invernali della zona.
Un tempo, il ghiacciaio del Trobio era ben più imponente, tanto che le due lingue glaciali erano unite ed occupavano gran parte della Valle del Trobio, spingendosi fino ai 2370 metri di altitudine. 
Durante la piccola glaciazione del 1700 (periodo nel quale le temperature si abbassarono e si registrò un aumento delle lingue glaciali delle Alpi) probabilmente il ghiacciaio raggiunse la sua ampiezza massima dal Quaternario, mentre dal 1850 (fine dell'era glaciale) è in ritirata costante, con un aumento di velocità di fusione negli ultimi venti anni.
Le acque di fusione dei due piccoli ghiacciai formano il torrente Trobio, che dopo pochi chilometri di percorso si getta nel Lago del Barbellino, determinandone il colore verdastro delle acque. Infatti il nome "trobio" deriva dall'aggettivo "torbido", caratteristica di cui gode la maggioranza dei torrenti generati dalla fusione dei ghiacciai.
Il torrente è dunque un affluente del Serio, che nasce poco distante, nelle vicinanze del Monte Torena.

## Galleria d'immagini

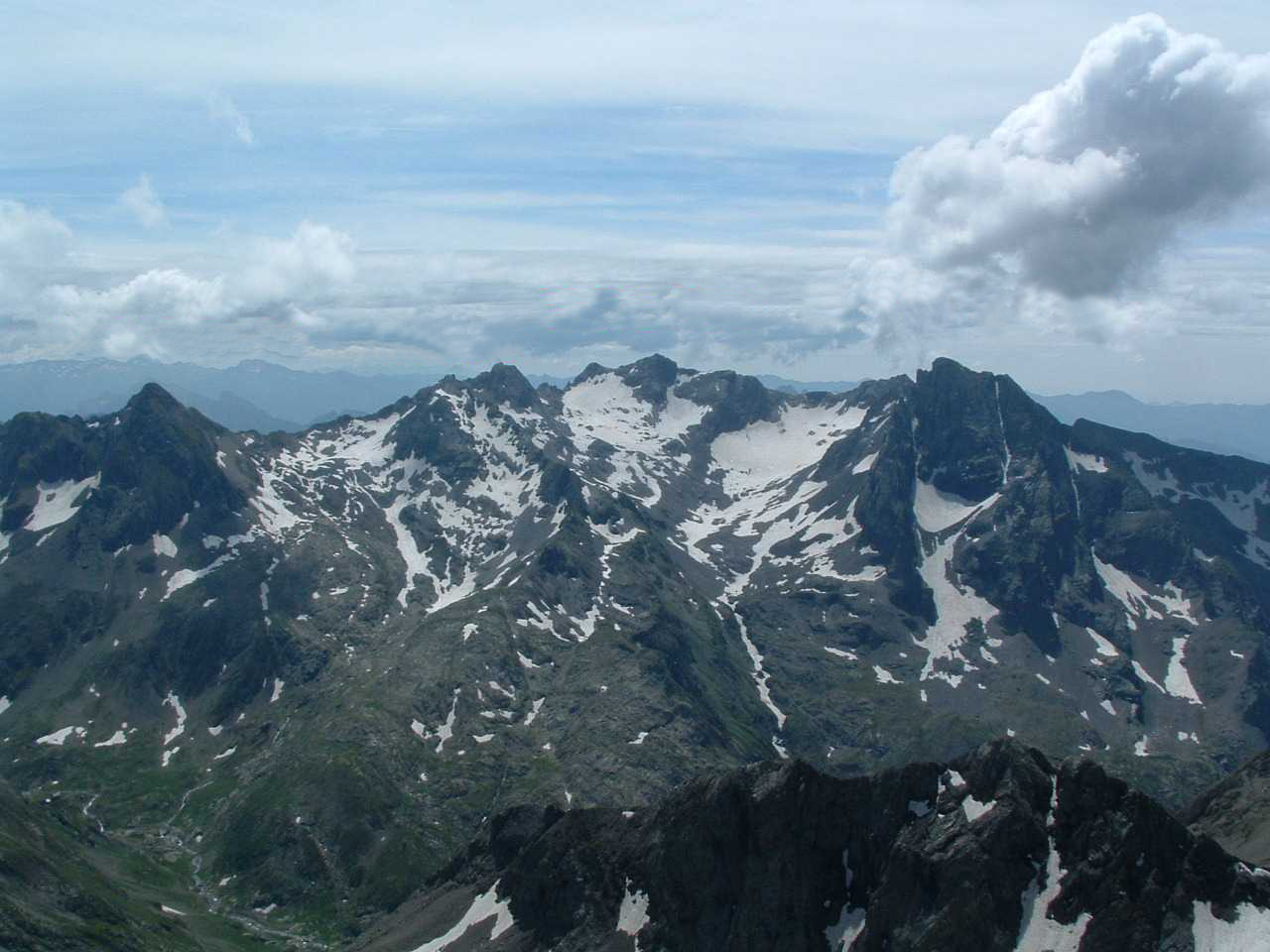
Veduta estiva del Ghiacciaio del Trobio dal Pizzo del Diavolo della Malgina
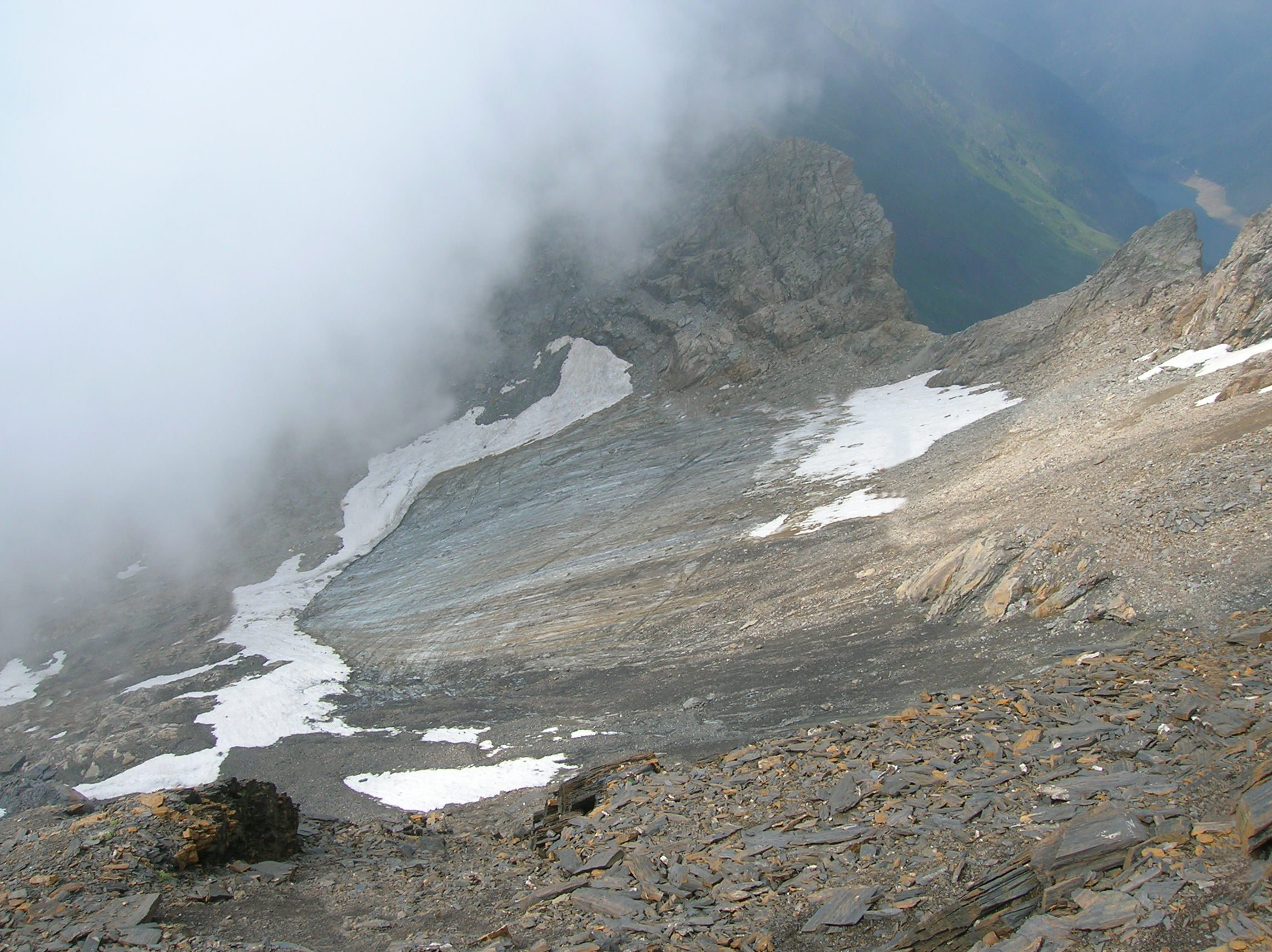
La Vedretta Orientale del Trobio, ormai in condizioni critiche
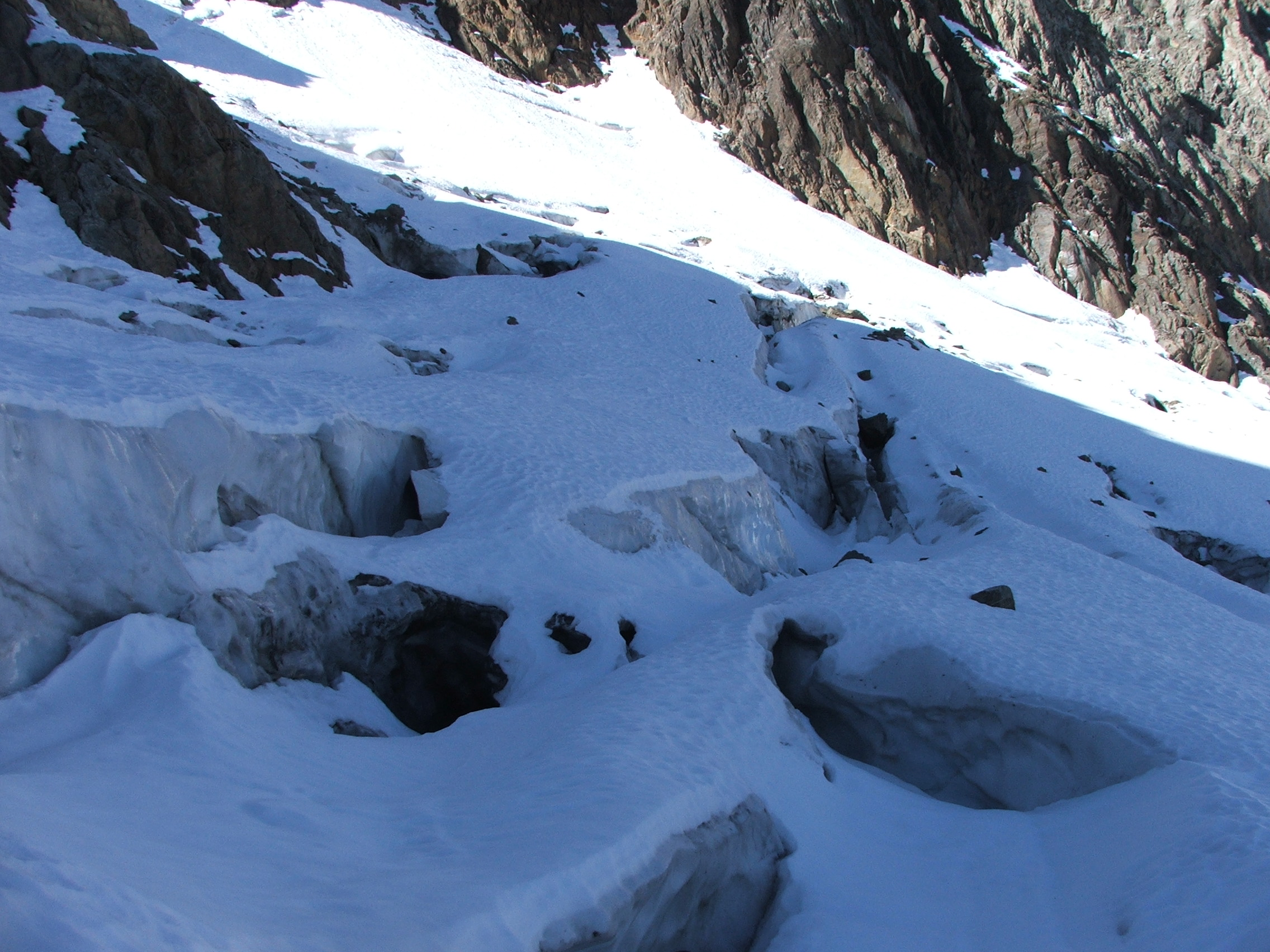
La superficie seraccata del ghiacciaio
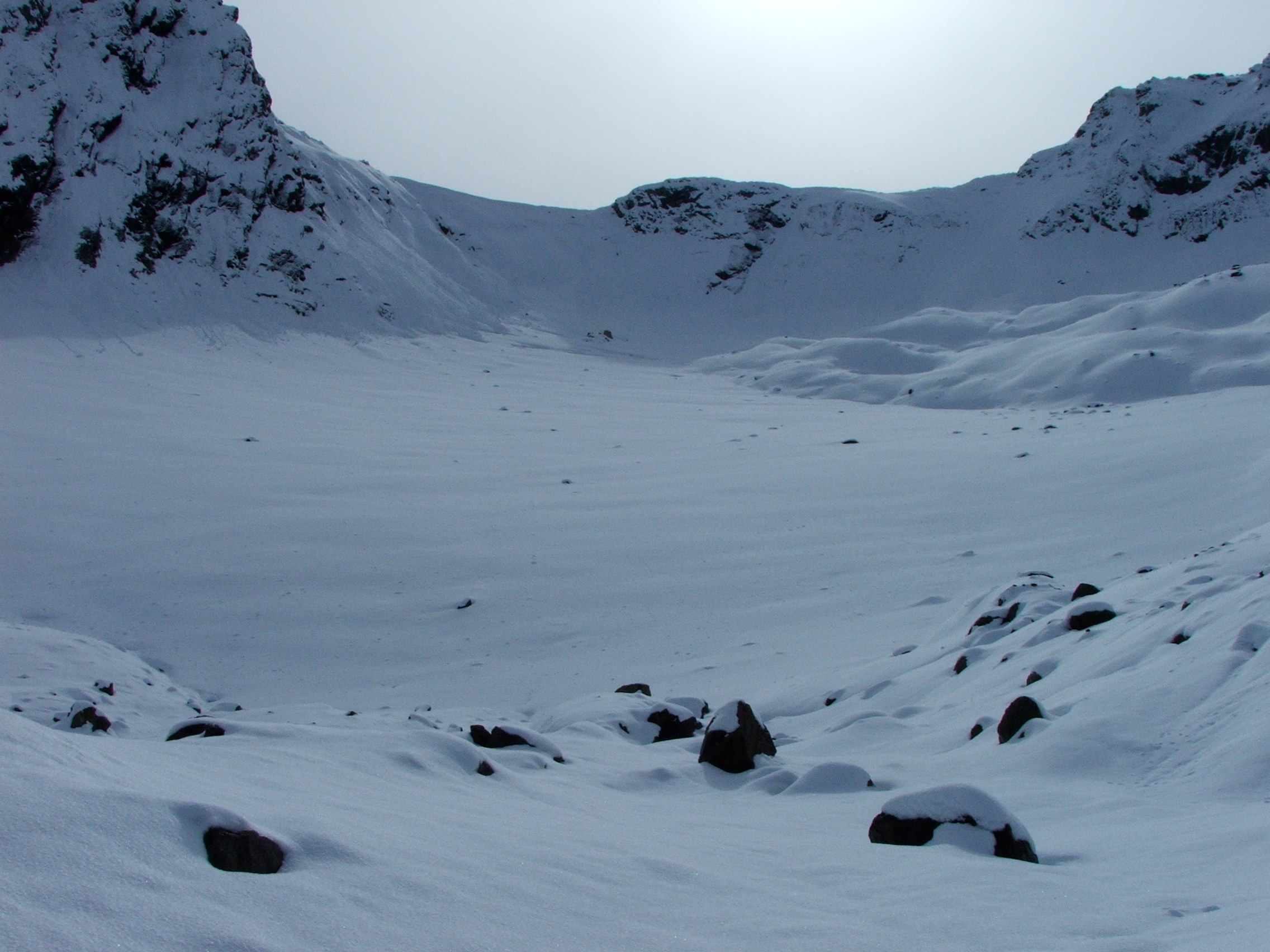
Veduta invernale del ghiacciaio
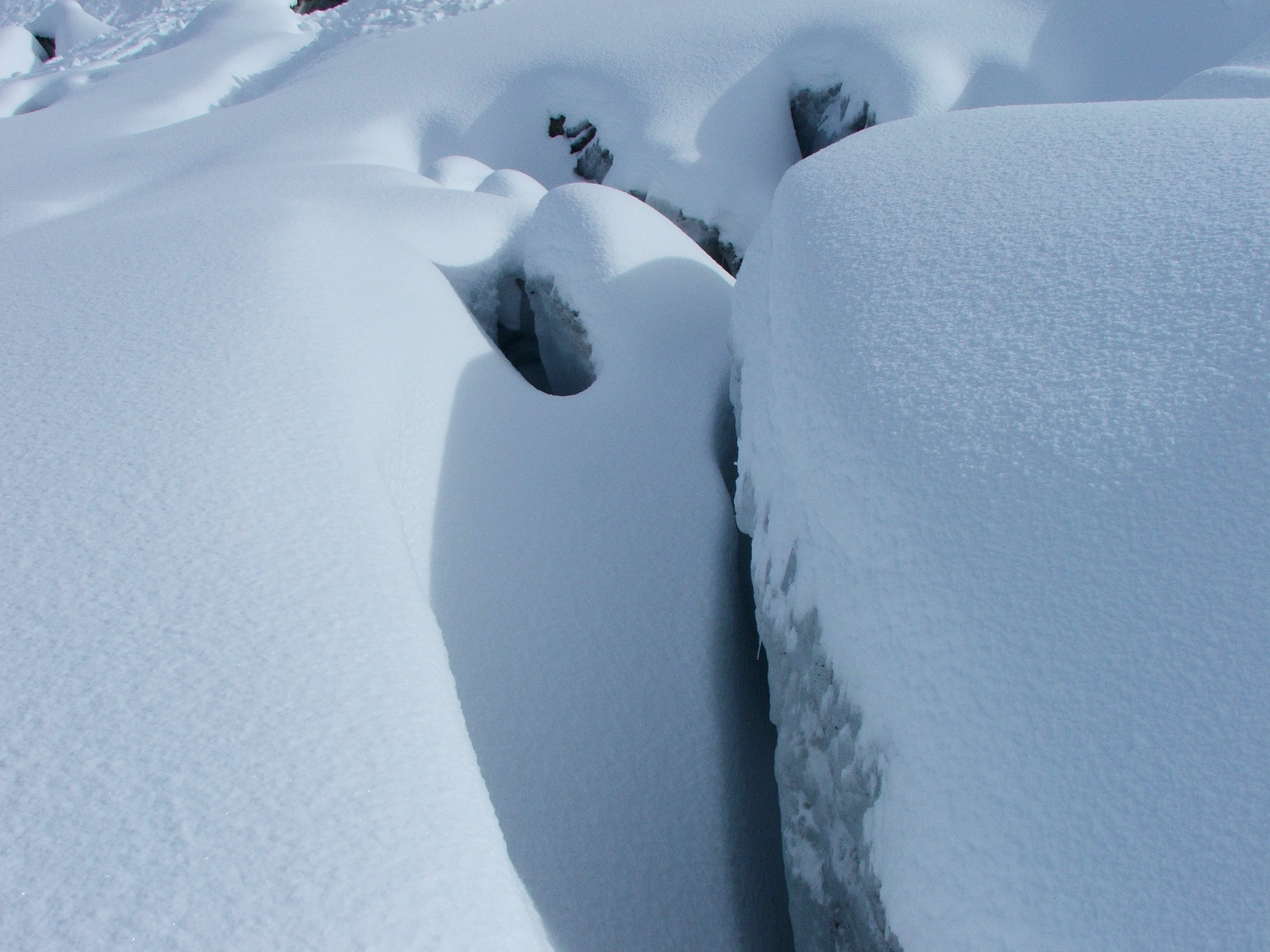
Alcuni seracchi nella parte sommitale del ghiacciaio
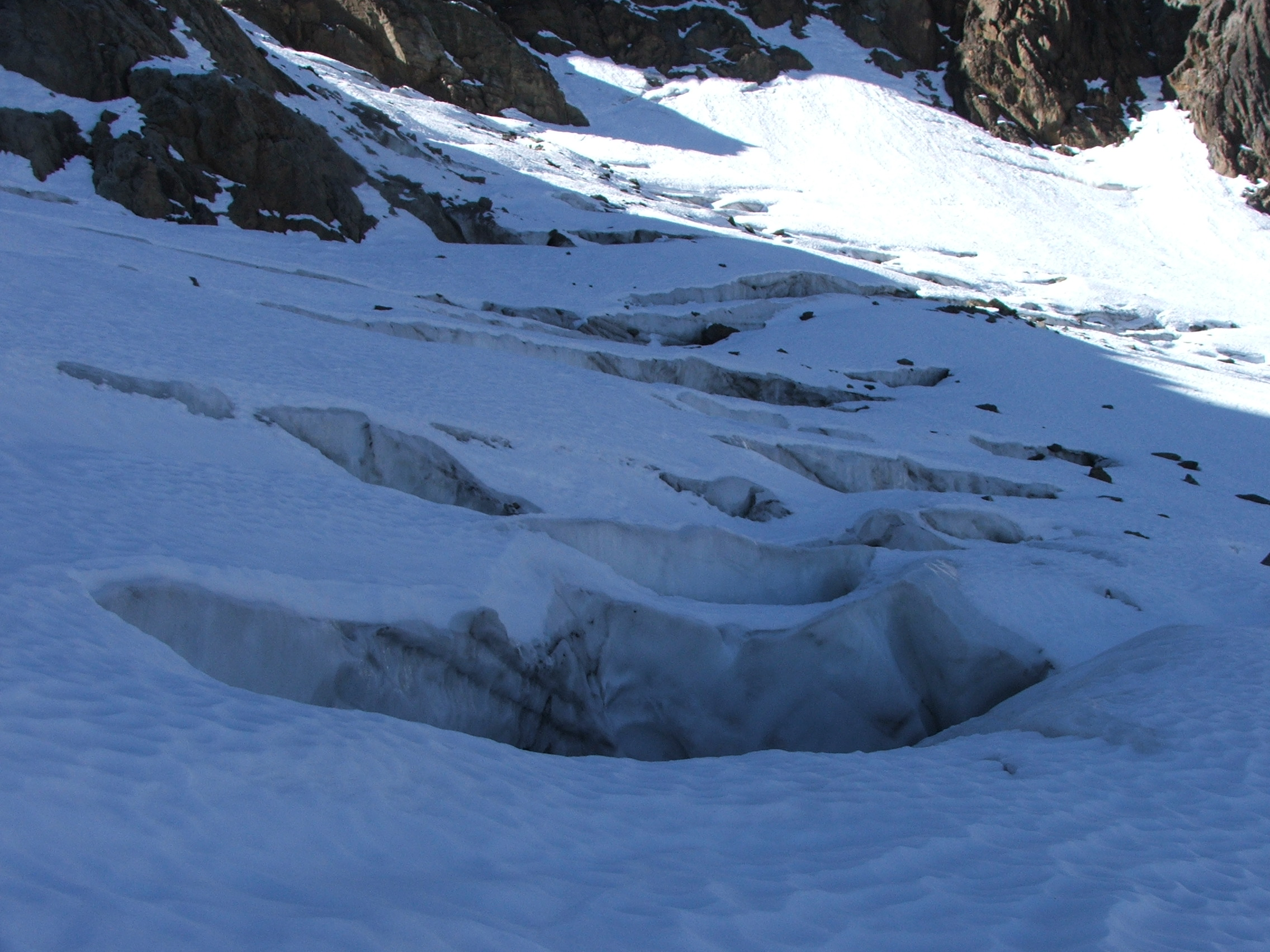
Alcuni crepacci in superficie